# Campionato Paulista 2021
Il Campionato Paulista 2021 (Paulistão Sicredi 2021 per ragioni di sponsor) è stata la 120ª edizione della massima serie calcistica dello stato di San Paolo, organizzata dalla Federaçao Paulista de Futebol. Al campionato hanno partecipano 16 squadre in un torneo che è iniziato il 28 febbraio 2021 ed è terminato il 23 maggio successivo.

## Stagione

### Novità
Al termine della stagione 2020, sono retrocesse in Série A2 Água Santa e Oeste. Dalla seconda divisione, invece, sono state promosse São Caetano e São Bento.
In questa edizione il VAR è stato utilizzato in tutte le partite, inclusa la prima fase della competizione.

### Formato
Il 29 dicembre 2020 è stato divulgato il documento contenente il regolamento dell'edizione 2021 del Campionato Paulista.
- Le sedici squadre vengono sorteggiate e suddivise in quattro gironi da quattro squadre ciascuno. Ogni squadra gioca una volta contro le dodici squadre degli altri gironi. Al termine degli incontri la prime due classificate di ciascun girone accedono alla fase finale, mentre le due peggiori ultime retrocedono in Série A2.
- Quarti di finale e semifinale e finale prevedono un incontro unico, mentre la finale una doppia sfida con il ritorno in casa della squadra meglio classificata. In caso di pareggio si procede con i tiri di rigore.
- Al termine della prima fase le squadre classificate fra il 9º e il 14º posto esclusi i club di San Paolo e Santos si qualificano per una competizione parallela denominata  Troféu do Interior. In caso di necessità vengono integrate a partire dalle semifinali i migliori club eliminati dai quarti della fase finale del torneo principale. La formula definitiva è stata definita in un consiglio tecnico il 10 maggio.[4]
- Le tre squadre meglio piazzate e non ancora qualificate grazie ad altri criteri, oltre alla vincitrice del Troféu do Interior, si qualificano per la Coppa del Brasile 2022.
- I tre migliori club che non partecipano in nessun livello del sistema calcistico nazionale si qualificano per la Série D 2022.

## Squadre partecipanti
| Club                 | Città                | Allenatore           | 2020          |
| -------------------- | -------------------- | -------------------- | ------------- |
| Botafogo-SP          | Ribeirão Preto       | Argel Fucks          | 14°           |
| Corinthians          | San Paolo (Tatuapé)  | Vágner Mancini       | 2°            |
| Ferroviária          | Araraquara           | Elano                | 11°           |
| Guarani              | Campinas             | Allan Aal            | 10°           |
| Inter de Limeira     | Limeira              | Thiago Carpini       | 12°           |
| Ituano               | Itu                  | Vinícius Bergantin   | 13°           |
| Mirassol             | Mirassol             | Eduardo Baptista     | 3°            |
| Grêmio Novorizontino | Novo Horizonte       | Léo Condé            | 9°            |
| Palmeiras            | San Paolo (Perdizes) | Abel Ferreira        | 1°            |
| Ponte Preta          | Campinas             | Fábio Moreno         | 4°            |
| RB Bragantino        | Bragança Paulista    | Maurício Barbieri    | 5°            |
| San Paolo            | San Paolo (Morumbi)  | Hernán Crespo        | 6°            |
| Santo André          | Santo André          | Paulo Roberto Santos | 7°            |
| Santos               | Santos               | Fernando Diniz       | 8°            |
| São Bento            | Sorocaba             | Marcelo Cordeiro     | 2° (Série A2) |
| São Caetano          | São Caetano do Sul   | Paulinho McLaren     | 1° (Série A2) |

## Prima fase

### Gruppo A
| Pos. | Squadra          | Pt | G  | V | N | P | GF | GS | DR |
| ---- | ---------------- | -- | -- | - | - | - | -- | -- | -- |
| 1    | Corinthians      | 25 | 12 | 7 | 4 | 1 | 17 | 9  | +8 |
| 2    | Inter de Limeira | 18 | 12 | 6 | 0 | 6 | 8  | 12 | –4 |
| 3    | Santo André      | 13 | 12 | 3 | 4 | 5 | 9  | 13 | –4 |
| 4    | Botafogo-SP      | 12 | 12 | 2 | 6 | 4 | 10 | 15 | –5 |

### Gruppo B
| Pos. | Squadra     | Pt | G  | V | N | P | GF | GS | DR  |
| ---- | ----------- | -- | -- | - | - | - | -- | -- | --- |
| 1    | San Paolo   | 27 | 12 | 8 | 3 | 1 | 28 | 9  | +19 |
| 2    | Ferroviária | 21 | 12 | 6 | 3 | 3 | 20 | 12 | +8  |
| 3    | Ponte Preta | 13 | 12 | 4 | 1 | 7 | 13 | 16 | -3  |
| 4    | São Bento   | 9  | 12 | 1 | 6 | 5 | 8  | 14 | -6  |

### Gruppo C
| Pos. | Squadra              | Pt | G  | V | N | P | GF | GS | DR |
| ---- | -------------------- | -- | -- | - | - | - | -- | -- | -- |
| 1    | RB Bragantino        | 23 | 12 | 6 | 5 | 1 | 15 | 7  | +8 |
| 2    | Palmeiras            | 21 | 12 | 6 | 3 | 3 | 18 | 10 | +8 |
| 3    | Grêmio Novorizontino | 19 | 12 | 5 | 4 | 3 | 17 | 12 | +5 |
| 4    | Ituano               | 13 | 12 | 4 | 1 | 7 | 10 | 14 | -4 |

### Gruppo D
| Pos. | Squadra     | Pt | G  | V | N | P | GF | GS | DR  |
| ---- | ----------- | -- | -- | - | - | - | -- | -- | --- |
| 1    | Mirassol    | 18 | 12 | 5 | 3 | 4 | 15 | 15 | 0   |
| 2    | Guarani     | 14 | 12 | 4 | 2 | 6 | 11 | 16 | -5  |
| 3    | Santos      | 13 | 12 | 3 | 4 | 5 | 12 | 9  | -7  |
| 4    | São Caetano | 3  | 12 | 0 | 3 | 9 | 4  | 22 | -18 |

Legenda:
      Ammessa alla Fase Finale.
      Ammessa al Troféu do Interior.
      Retrocessa in Série A2 2022
Note:
Tre punti a vittoria, uno a pareggio, zero a sconfitta.

## Troféu do  Interior
Dopo Il consiglio tecnico del 10 maggio è stato definito il programma per il Troféu do Interior, in programma dal 12 al 20 maggio.
Ai quarti di finale accedono Botafogo, Ituano, Ponte Preta e Santo André, mentre il Grêmio Novorizontino, club con il miglior piazzamento nella fase a gironi, accede direttamente alle semifinali. A completare il quadro il RB Bragantino, che accede anch'esso direttamente alle semifinali in seguito all'eliminazione dai quarti di finale del torneo principale.

### Tabellone
|  | Quarti di finale | Quarti di finale     | Quarti di finale     |             |             | Semifinali | Semifinali | Semifinali |  |  | Finale | Finale               | Finale |
|  |                  |                      |                      |             |             |            |            |            |  |  |        |                      |        |
|  | C3               | Grêmio Novorizontino | --                   |             |             |            |            |            |  |  |        |                      |        |
|  | --               |                      |                      |             |             |            |            |            |  |  |        |                      |        |
|  |                  | C3                   | Grêmio Novorizontino | 4           |             |            |            |            |  |  |        |                      |        |
|  |                  |                      |                      | 4           |             |            |            |            |  |  |        |                      |        |
|  |                  | C4                   | Ituano               | 0           |             |            |            |            |  |  |        |                      |        |
|  | C4               | C4                   | Ituano               | 0           | Ituano      | 5          |            |            |  |  |        |                      |        |
|  | C4               |                      |                      |             | Ituano      | 5          |            |            |  |  |        |                      |        |
|  | A4               | Santo André          | 1                    |             |             |            |            |            |  |  |        |                      |        |
|  |                  |                      |                      |             |             |            |            |            |  |  | C3     | Grêmio Novorizontino | 2      |
|  |                  |                      | B3                   | Ponte Preta | 0           |            |            |            |  |  |        |                      |        |
|  | --               |                      |                      |             |             |            |            |            |  |  |        |                      |        |
|  | --               |                      |                      |             |             |            |            |            |  |  |        |                      |        |
|  |                  | QF                   | RB Bragantino        | 1 (2)       |             |            |            |            |  |  |        |                      |        |
|  |                  |                      |                      | 1 (2)       |             |            |            |            |  |  |        |                      |        |
|  |                  | B3                   | Ponte Preta          | 1 (4)       |             |            |            |            |  |  |        |                      |        |
|  | B3               | B3                   | Ponte Preta          | 1 (4)       | Ponte Preta | 0 (14)     |            |            |  |  |        |                      |        |
|  | B3               |                      |                      |             | Ponte Preta | 0 (14)     |            |            |  |  |        |                      |        |
|  | A3               | Botafogo-SP          | 0 (13)               |             |             |            |            |            |  |  |        |                      |        |

| Troféu do Interior 2021                   |
| ----------------------------------------- |
|                                           |
| Grêmio Novorizontino Campione (1º titolo) |

### Risultati

#### Quarti di finale
| Squadra 1   | Risultato         | Squadra 2   |
| ----------- | ----------------- | ----------- |
| Ituano      | 5 - 1             | Santo André |
| Ponte Preta | 0 - 0 (14-13 dtr) | Botafogo-SP |

| Arbitro: | Thiago Lourenço de Mattos |

|                                                                |           |           |
| Taliari 5’, 6’ Mateus Silva 25’ Branquinho 35’ Fernandinho 55’ | Marcatori | 65’ Ramon |

| Arbitro: | Adriano de Assis Miranda |

| |                        | |
| Camilo Dawhan Renan Mota Renatinho Bruno Michel Felipe Albuquerque Ruan Renato Vini Locatelli Luizão Apodi Ygor Camilo Dawhan Renan Mota Bruno Michel | Tiri di rigore 14 – 13 | Neto Pessoa Renatinho Pará Martineli Rafael Marques Marlon Fabão Bruno Dentinho Matheus Santos Caetano Caio Bolonhin Neto Pessoa Renatinho Pará Martineli |

#### Semifinali
| Squadra 1            | Risultato       | Squadra 2   |
| -------------------- | --------------- | ----------- |
| RB Bragantino        | 1 - 1 (2-4 dtr) | Ponte Preta |
| Grêmio Novorizontino | 4 - 0           | Ituano      |

| Arbitro: | Salim Fende Chavez |

|                                           |                      |                                                       |
| Chrigor 4’                                | Marcatori            | 53’ Paulo Sérgio                                      |
| Lucas Evangelista Pedrinho Hurtado Cuello | Tiri di rigore 2 – 4 | Dawhan João Veras Bruno Michel Thalles Vini Locatelli |

| Arbitro: | Vinícius Gonçalves Dias Araújo |

|                                                        |           |  |
| Cléo Silva 8’ Jenison 45+2’ Léo Baiano 52’ Pereira 89’ | Marcatori |  |

#### Finale
| Squadra 1            | Risultato | Squadra 2   |
| -------------------- | --------- | ----------- |
| Grêmio Novorizontino | 2 - 0     | Ponte Preta |

| Arbitro: | Douglas Marques das Flores |

|                                     |           |  |
| Felipe Rodrigues 3’ Édson Silva 70’ | Marcatori |  |

## Fase Finale
La fase finale del Campionato Paulista 2021 è iniziata l'11 maggio ed è terminata il 23 dello stesso mese.

### Tabellone
|  | Quarti di finale | Quarti di finale | Quarti di finale |  |  | Semifinali  | Semifinali  | Semifinali |           |   | Finale    | Finale    | Finale | Finale | Finale |  |
|  |                  |                  |                  |  |  |             |             |            |           |   |           |           |        |        |        |  |
|  | San Paolo        | San Paolo        | 4                |  |  |             |             |            |           |   |           |           |        |        |        |  |
|  | Ferroviária      | Ferroviária      | 2                |  |  | San Paolo   | San Paolo   | 4          |           |   |           |           |        |        |        |  |
|  | Mirassol         | Mirassol         | 0 (4)            |  |  | Mirassol    | Mirassol    | 0          |           |   |           |           |        |        |        |  |
|  | Guarani          | Guarani          | 0 (3)            |  |  |             |             |            |           |   | San Paolo | San Paolo | 0      | 2      | 2      |  |
|  | Corinthians      | Corinthians      | 4                |  |  |             |             | Palmeiras  | Palmeiras | 0 | 0         | 0         |        |        |        |  |
|  | Inter de Limeira | Inter de Limeira | 1                |  |  | Corinthians | Corinthians | 0          |           |   |           |           |        |        |        |  |
|  | RB Bragantino    | RB Bragantino    | 0                |  |  | Palmeiras   | Palmeiras   | 2          |           |   |           |           |        |        |        |  |
|  | Palmeiras        | Palmeiras        | 1                |  |  |             |             |            |           |   |           |           |        |        |        |  |

### Risultati

#### Quarti di finale
| Squadra 1     | Risultato       | Squadra 2        |
| ------------- | --------------- | ---------------- |
| Corinthians   | 4 - 1           | Inter de Limeira |
| Mirassol      | 0 - 0 (4-3 dtr) | Guarani          |
| RB Bragantino | 0 - 1           | Palmeiras        |
| San Paolo     | 4 - 2           | Ferroviária      |

| Arbitro: | Douglas Marques das Flores |

|                                                |           |                      |
| Fagner 9’ Jemerson 58’, 77’ Raul Gustavo 90+2’ | Marcatori | 63’ Thalisson Kelven |

| Arbitro: | Thiago Luís Scarascati |

|                                                             |                      |                                         |
| Pedro Lucas Diego Gonçalves Reniê Neto Moura Cássio Gabriel | Tiri di rigore 4 – 3 | Andrigo Régis Airton Pablo Diogo Thales |

| Arbitro: | Raphael Claus |

|  |           |          |
|  | Marcatori | 77’ Rony |

| Arbitro: | Salim Fende Chavez |

|                                                     |           |                                   |
| Gabriel 28’ Liziero 34’ Igor Vinícius 51’ Pablo 65’ | Marcatori | 42’ Renato Cajá 82’ Bruno Mezenga |

#### Semifinali
| Squadra 1   | Risultato       | Squadra 2 |
| ----------- | --------------- | --------- |
| Corinthians | 0 - 2           | Palmeiras |
| San Paolo   | 4 - 0 (4-3 dtr) | Mirassol  |

| Arbitro: | Flávio Rodrigues de Souza |

|  |           |                                  |
|  | Marcatori | 12’ Victor Luis 76’ Luiz Adriano |

| Arbitro: | Luiz Flávio de Oliveira |

|                                                                  |           |  |
| Arboleda 44’ Danilo Boza 50’ (aut.) Gabriel Sara 56’ Luciano 74’ | Marcatori |  |

#### Finale
| Squadra 1 | Totale | Squadra 2 | Andata | Ritorno |
| --------- | ------ | --------- | ------ | ------- |
| San Paolo | 2 - 0  | Palmeiras | 0 - 0  | 2 - 0   |

| San Paolo 20 maggio 2021, ore 22:00 UTC-3 | Palmeiras                 | 0 – 0 referto | San Paolo | Allianz Parque (0 spett.)\| Arbitro: \| Flávio Rodrigues de Souza \| |
| Arbitro:                                  | Flávio Rodrigues de Souza |               |           |                                                                      |

| Arbitro: | Raphael Claus |

|                      |           |  |
| Luan 36’ Luciano 76’ | Marcatori |  |

| Campionato Paulista 2021        |
| ------------------------------- |
|                                 |
| San Paolo Campione (22º titolo) |

## Classifica finale
| Pos. | Squadra              | Pt | G  | V  | N | P | GF | GS | DR  |
| ---- | -------------------- | -- | -- | -- | - | - | -- | -- | --- |
| 1.   | San Paolo            | 37 | 16 | 11 | 4 | 1 | 38 | 11 | +27 |
| 2.   | Palmeiras            | 28 | 16 | 8  | 4 | 4 | 21 | 12 | +9  |
| 3.   | Corinthians          | 28 | 14 | 8  | 4 | 2 | 21 | 12 | +9  |
| 4.   | Mirassol             | 19 | 14 | 5  | 4 | 5 | 15 | 19 | -4  |
| 5.   | RB Bragantino        | 23 | 14 | 6  | 5 | 3 | 16 | 9  | +7  |
| 6.   | Ferroviária          | 21 | 13 | 6  | 3 | 4 | 22 | 16 | +6  |
| 7.   | Inter de Limeira     | 18 | 13 | 6  | 0 | 7 | 9  | 16 | -7  |
| 8.   | Guarani              | 15 | 13 | 4  | 3 | 6 | 11 | 16 | -5  |
| 9.   | Grêmio Novorizontino | 25 | 14 | 7  | 4 | 3 | 23 | 12 | +11 |
| 10.  | Ponte Preta          | 19 | 15 | 6  | 1 | 8 | 14 | 19 | -5  |
| 11.  | Ituano               | 16 | 14 | 5  | 1 | 8 | 15 | 19 | -4  |
| 12.  | Santos               | 13 | 12 | 3  | 4 | 5 | 12 | 19 | -7  |
| 13.  | Santo André          | 13 | 13 | 3  | 4 | 6 | 10 | 18 | -8  |
| 14.  | Botafogo-SP          | 12 | 13 | 2  | 6 | 5 | 10 | 15 | -5  |
| 15.  | São Bento            | 9  | 12 | 1  | 6 | 5 | 8  | 14 | -6  |
| 16.  | São Caetano          | 3  | 12 | 0  | 3 | 9 | 4  | 22 | -18 |

Legenda:
      Vincitore del Campionato Paulista.
      Finalista.
      Eliminato in semifinale.
      Eliminato ai quarti di finale.
      Vincitore del Troféu do Interior.
      Retrocesse in Série A2 2022.
Note:
- Ferroviária, Inter de Limeira e Santo André qualificate al Campeonato Brasileiro Série D 2022
- San Paolo, Mirassol, Ferroviária e Grêmio Novorizontino qualificate alla Coppa del Brasile 2022

## Squadra della stagione
La squadra della stagione è stata selezionata al termine del torneo.
| Ruolo | Naz.                 | Giocatore      | Squadra       |
| ----- | -------------------- | -------------- | ------------- |
| P     | Brasile (bandiera)   | Weverton       | Palmeiras     |
| D     | Brasile (bandiera)   | Dani Alves     | San Paolo     |
| D     | Brasile (bandiera)   | Léo Ortiz      | RB Bragantino |
| D     | Brasile (bandiera)   | João Miranda   | San Paolo     |
| D     | Brasile (bandiera)   | Reinaldo       | San Paolo     |
| C     | Brasile (bandiera)   | Luan           | San Paolo     |
| C     | Brasile (bandiera)   | Claudinho      | RB Bragantino |
| C     | Argentina (bandiera) | Martín Benítez | San Paolo     |
| A     | Brasile (bandiera)   | Rony           | Palmeiras     |
| A     | Brasile (bandiera)   | Pablo          | San Paolo     |
| A     | Brasile (bandiera)   | Bruno Mezenga  | Ferroviária   |

## Statistiche

### Classifica marcatori
| Gol |  |  | Giocatore     | Squadra              |
| --- |  |  | ------------- | -------------------- |
| 9   |  |  | Bruno Mezenga | Ferroviária          |
| 6   |  |  | Moisés        | Ponte Preta          |
| 4   |  |  | Jenison       | Gremio Novorizontino |
| 4   |  |  | Pablo         | San Paolo            |
| 3   |  |  | Danielzinho   | Gremio Novorizontino |
| 3   |  |  | Diego Tavares | San Paolo            |
| 3   |  |  | Gabriel Sara  | San Paolo            |
| 3   |  |  | Andrigo       | Guarani              |

#### Premi individuali
Di seguito i vincitori.
| Premio                                   | Giocatore      | Squadra       |
| ---------------------------------------- | -------------- | ------------- |
| Miglior giocatore                        | Martín Benítez | San Paolo     |
| Miglior giocatore del Troféu do Interior | Claudinho      | RB Bragantino |
| Miglior attaccante                       | Bruno Mezenga  | Ferroviária   |
| Miglior portiere                         | Weverton       | Palmeiras     |
| Miglior allenatore                       | Hernán Crespo  | San Paolo     |
| Miglior giovane                          | Renan          | Palmeiras     |